# Војна географија
Војна географија је примењена дисциплина географије која проучава у војном погледу, тј. са аспекта могућих војних дејстава, државе, групе држава и стратегијски важна подручја. Даје оцену географског положаја, природних услова, радних и мобилизационих услова и нивоа развијености привреде неке области.
Војна географија проучава дејство војних операција на природне елементе и друштвене факторе изучаваних територија. Државе које имају добро развијену поменуту научну дисциплину, најчешће су и велике војне силе (САД, Русија, Француска, Немачка итд).